# La Opinión de Tenerife
La Opinión de Tenerife fue un diario de la provincia de Santa Cruz de Tenerife (Canarias, España), fundado en 1999 por el periodista Francisco Pomares, quien lo dirigió hasta el año 2007, y perteneciente al grupo Editorial Prensa Ibérica, propiedad del financiero Francisco Javier Moll de Miguel. Fue el primer periódico español en ser publicado antes en internet, el 11 de septiembre de 1999, que en su versión impresa distribuida por primera vez el 21 de septiembre de ese mismo año.
El diario, con redacción en Santa Cruz de Tenerife, fue uno de los primeros periódicos españoles en ser dirigido por una mujer, la periodista Carmen Ruano Villalba.
La editora del periódico, Prensa Ibérica, había comunicado que por motivos económicos se procedería al cierre definitivo del periódico tinerfeño el 21 de abril de 2019. No obstante, tras alcanzarse un acuerdo entre la empresa editora y la representación laboral del diario, el cierre acabaría adelantándose al miércoles 3 de abril de 2019. Ese día La Opinión de Tenerife publicaría su último número, n.º 7083, en cuya portada se anunciaba el cierre bajo el titular "No es una despedida".